# Moneda cartaginesa
La moneda cartaginesa o púnica hace referencia a las monedas de la antigua Cartago, una ciudad-estado fenicia situada cerca de la actual ciudad de Túnez. Entre finales del siglo V a. C. y su destrucción en el año 146 a. C., Cartago produjo una amplia gama de divisas en oro, electro, plata, vellón y bronce. Solo una minoría de las monedas acuñadas se produjo o utilizó en el norte de África. En cambio, la mayoría proviene de las propiedades de Cartago en Cerdeña y en la Sicilia occidental.
La moneda base era el siclo o shekel, probablemente pronunciado /səˈḳel/ en lengua púnica. Cartago emitió monedas de medio siclo, un siclo (7,20 g), 1⅔ de siclo, de dos y de tres siclos. Las piezas de cinco siclos se emitieron en Sicilia.

## Antecedentes
Entre los siglos IX y VII a. C., los fenicios establecieron colonias en todo el Mediterráneo occidental, especialmente en el norte de África, Sicilia occidental, Cerdeña y el sur de Iberia. Cartago pronto se convirtió en la mayor de estas comunidades, estableciendo lazos económicos, culturales y políticos particularmente estrechos con la ciudad de Motia en Sicilia occidental y la ciudad de Sulcis en Cerdeña. Aunque las comunidades griegas en Sicilia e Italia meridional comenzaron a acuñar alrededor del 540 a. C., las comunidades púnicas no comenzaron a producir monedas hasta alrededor del 425 a. C. Las primeras fábricas de moneda púnicas se encontraban en el oeste de Sicilia, en Motia y en Ziz (probablemente Panormus, en la actual Palermo). A la producción que realizaron estas comunidades se le conoce como la acuñación sículo-púnica. Al igual que la acuñación realizada por las comunidades griegas en la parte occidental de la isla, se acuñó solo en plata en el peso estándar ático-euboico, y su iconografía se adaptó sobre todo de otras monedas sicilianas preexistentes, principalmente las de Hímera, Segesta, y Siracusa. Esta acuñación sículo-púnica precedió probablemente a los propios siclos de Tiro de Fenicia, que se desarrollaron alrededor del 400 a. C.

## Primeras acuñaciones cartaginesas (alrededor del 410-390 a.C. )
La primera moneda cartaginesa parece haber sido acuñada en el 410 o el 409 a. C. para pagar la masiva intervención militar cartaginesa en Sicilia que condujo a la Segunda Guerra Siciliana (410-404 a. C.), y su producción continuó hasta el final de la tercera guerra siciliana (398-393 a. C.). Esta acuñación estaba compuesta solo por tetradracmas de plata de peso ático, conocidas como Serie I (410-390 a. C.), que contenían cinco subgrupos cronológicos separados (A-F). 
En el anverso de estas primeras monedas se muestra la mitad delantera de un caballo mirando a la derecha, con una leyenda en lengua púnica que en la que se lee QRTḤDŠT (𐤒𐤓𐤕𐤇𐤃𐤔𐤕, «Cartago»). En el reverso se muestra una palmera datilera, con la inscripción MḤNT (𐤌𐤇𐤍𐤕, «el campamento»). En el subgrupo B, se puede ver también en el anverso a la diosa Nike alada volando sobre el caballo, sosteniendo un caduceo y una corona ornamental. En el subgrupo final, el F, la parte delantera del caballo se sustituye por la figura de un caballo completo haciendo cabriolas.
Esta acuñación de monedas de plata pudo haber sido acompañada en etapas posteriores por la primera de oro cartaginés, conocida como el Grupo I de Jenkins-Lewis. Esta acuñación se conoce a través de un solo ejemplo. Se acuñó como un siclo o didracma con el peso estándar fenicio. Sus tipos, un caballo en el anverso y una palmera en el reverso, son muy similares a los de las monedas de plata de la Serie I, subgrupo F.
Junto con estos primeros temas cartagineses, otras ciudades dentro de la esfera cartaginesa del oeste de Sicilia siguieron produciendo monedas por separado, especialmente Motia (hasta el 398/7 a. C.), Ziz-Panormus, Eryx y Segesta.

### Fecha y ubicación de la fábrica de la moneda
La fecha de la Serie I (410-390 a. C.) se estableció a través de varias pruebas. Una moneda del subgrupo B se sobreacuñó con otra de Agrigento. La Serie I (B) debió haber estado ya en circulación cuando la actividad acuñadora cesó en Agrigento en el año 406 a. C., año en el que los cartagineses destruyeron la ciudad. La serie había llegado a su fin a principios de los años 380 a. C., ya que una selección de todos los subgrupos aparece en dos tesoros acumulados en ese momento: Contessa y Vito Superiore. Este último es particularmente importante, ya que la ocasión más probable para su depósito es el Asedio de Regio en el 387 a. C. Los patrones de grabación entre las series, con una proporción relativamente alta de reversos con respecto a anversos, y con reversos relativamente escasos comparados con los múltiples anversos, indican que la acuñación fue «intensa, pero irregular». Al relacionar estos datos numismáticos con la situación histórica en aquellos años de acuerdo con las fuentes literarias (principalmente Diodoro Sículo), Kenneth Jenkins argumentó que los cartagineses iniciaron la acuñación para pagar su expedición inicial a Sicilia en el 410 a. C. (o posiblemente su segunda intervención en el 409 a. C., que era en una escala mucho mayor), y continuaron acuñando según lo requerido por las circunstancias fluctuantes durante los siguientes diecisiete años de guerra, hasta que se declaró la paz en el 393 a. C., tras la Batalla de Crisa. La leyenda del reverso, MḤNT, que significa «campamento», tiene matices militares que apoyan la idea de que esta moneda fue diseñada para pagar las campañas militares en curso. 
La ubicación de la casa de la moneda donde se produjo esta acuñación no se conoce a ciencia cierta.Las emisiones posteriores de plata cartaginesa se produjeron en Sicilia, en la ciudad de Lilibea (actualmente Marsala), pero esta ciudad fue fundada en el 397/396 a. C., tras de la destrucción de Motia. Es poco probable que se produjeran en Motia antes de esa fecha, ya que esta ciudad parece haber continuado acuñando sus propias monedas hasta su destrucción. Por lo tanto, la producción inicial de la serie probablemente tuvo lugar en la misma Cartago. Hay un cambio iconográfico en la transición del subgrupo E al subgrupo F, en el que el diseño del anverso varía desde una representación de la parte anterior de un caballo hasta la representación de un caballo completo. Es posible que el cambio coincidiera con el cambio de la acuñación a la nueva ciudad de Lilibea.
La emisión de monedas de oro, del Grupo I de Jenkins-Lewis, está fechada únicamente sobre la base de su similitud iconográfica con el subgrupo final de la de plata (Serie I (F)), lo que sugiere que fueron acuñadas al mismo tiempo. Es posible que se hubieran acuñado en Cartago o Lilibea. En el Mediterráneo antiguo, la emisión de monedas de oro estaba a menudo conectada a tiempos de crisis concretos, cuando las existencias de plata se habían agotado y los estados se veían obligados a recurrir a la fundición de joyas y reliquias religiosas. Esto podría encajar con la producción en las etapas posteriores de la guerra cartaginesa de diecisiete años en Sicilia.

### Iconografía
La serie I presenta dos motivos clave que siguen apareciendo regularmente en las monedas cartaginesas a lo largo de su historia: el caballo y la palma. Se discute la importancia de ambos símbolos, con una división particular en los estudios acerca de si deben ser interpretados en términos de la tradición púnica o griega. 
Se han propuesto tres interpretaciones principales acerca del caballo. Una de ellas indica que el caballo era un símbolo de Baal Hammon, el dios principal de Cartago, que probablemente estaba asociado con la guerra y el sol. Sin embargo, nuestro conocimiento de la religión cartaginesa y de la naturaleza de sus deidades es muy limitado. En ejemplares más tardíos de monedas cartaginesas, el caballo aparece a veces con un disco solar, que podría apoyar esta interpretación. La segunda interpretación es que el caballo hace referencia a una leyenda de la fundación de Cartago, conocida a través del historiador romano Justino. De acuerdo con este historiador, en la fundación de Cartago se encontró la cabeza de un caballo en el suelo y esto fue interpretado como un presagio de la prosperidad futura de la ciudad. Era común representar los motivos relacionados con la fundación de la ciudad en las acuñaciones griegas en Sicilia y en el sur de Italia. Pero no está claro si los propios cartagineses conocían esta historia acerca de la fundación. La tercera interpretación es que el caballo hace referencia al propósito militar de la acuñación. Lo importante para esta interpretación es el hecho de que a partir del subgrupo B, el caballo está acompañado por una figura femenina alada que sostiene una corona ornamental y un caduceo. En el arte griego, esta figura es un símbolo de victoria, conocida como Niké, y la corona se otorgaba a los ganadores en concursos y batallas. Estas tres interpretaciones no son necesariamente incompatibles. 
La interpretación habitual de la palmera es que era un tipo de juego de palabras visual destinado a representar a la autoridad acuñadora, ya que la palabra griega para la palmera, foinix, es también la palabra griega para «fenicio» o «púnico». Este tipo de juego visual, conocido de forma habitual como un tipo de canting, era común en las acuñaciones griegas clásicas, particularmente en Sicilia, donde aparecen ejemplos prominentes en Himera, Selinus, Zancle y Leontini. Edward Stanley Robinson desafió esta interpretación al basarse en que un juego de palabras griego sería sorprendente en una moneda púnica. Sin embargo, el griego era ampliamente conocido y hablado en la parte controlada en Sicilia por los cartagineses; las leyendas de varias monedas sículo-púnicas anteriores están en griego. Una explicación alternativa es que la palma era un símbolo del dios sol Baal Hammon, en caso de que fuera un dios sol, pero no hay mucha evidencia de ello, excepto en el caso en el que la palma era un símbolo del dios sol griego, Apolo, en Delos.
En el subgrupo E, dos frascos inusuales de nivel doble aparecen en el anverso entre las letras de la leyenda. Estos vasos son un tipo de quemador de incienso o timiaterio, que se encuentran comúnmente en conjuntos de cerámica en sitios arqueológicos púnicos de este período.Su presencia puede apoyar a los intentos de leer la iconografía de estas monedas en cuanto a la religión cartaginesa.

## Mediados delsigloIV(350/340 - 320/315 a.C.)

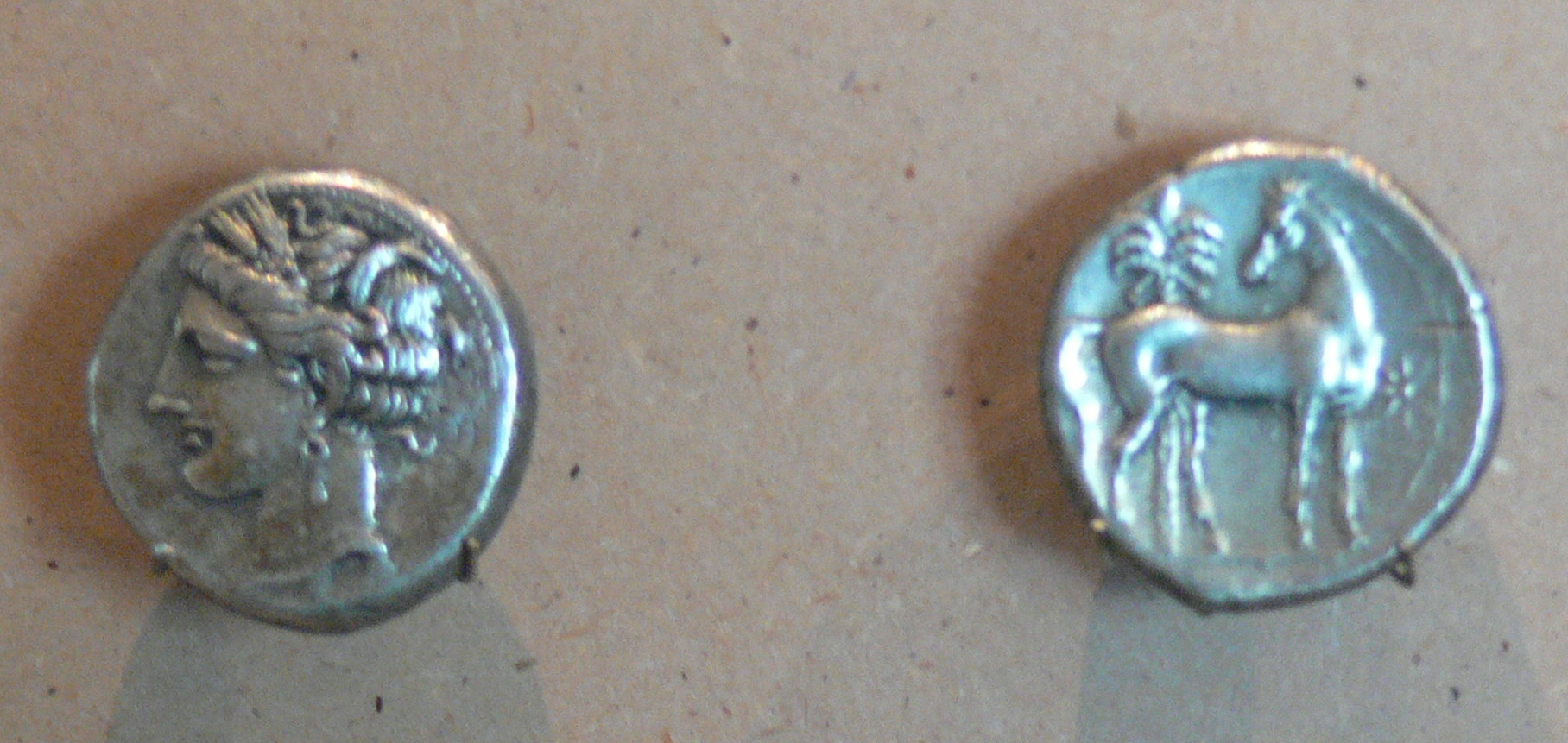
Un siclo de plata cartaginés en el que aparece la cabeza envuelta de Tanit y un caballo a pie delante de una palmera y detrás de una estrella.

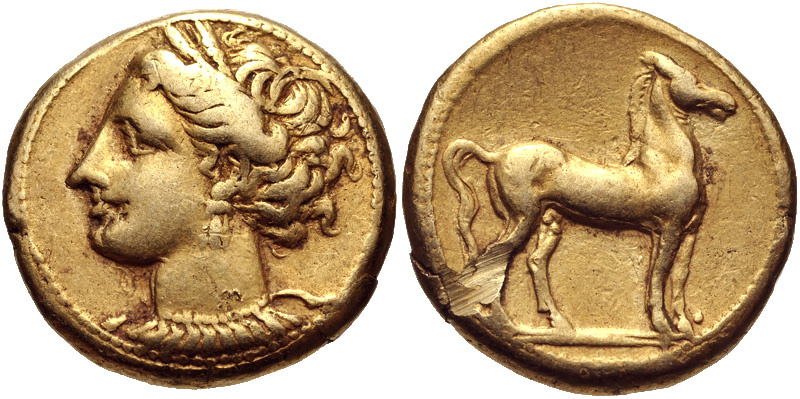
Un siclo cartaginés en el que aparece la cabeza envuelta de Tanit y un caballo a pie.

Después de una pausa en su fabricación, una nueva acuñación cartaginesa comenzó entre el 350 y el 340 a. C. La nueva acuñación cartaginesa consistió en otra serie de tetradracmas plateadas, conocidas como Serie II, con cuatro subgrupos (A-D), que duraron hasta el 320/315 a. C. Esta acuñación se vio acompañada por una nueva de monedas de oro (Jenkins-Lewis, Grupo II), en dos denominaciones (un siclo y 1/5 de siclo), que se produjeron en una escala mucho más grande que las emisiones anteriores. Le siguió el Grupo III de Jenkins-Lewis, la primera gran emisión de electro cartaginés (95% oro y 5% plata), con nueve subgrupos (A-I), que comenzaron a ser acuñados después del 350 a. C. y que continuaron hasta alrededor del 320 a. C. .Se trata de un siclo con un peso de 9,4 g y una serie de denominaciones más pequeñas (la mitad, un cuarto, un quinto y un décimo). Un conjunto de monedas de bronce, SNG Cop 94-97, se produjeron aproximadamente desde el 350 a. C. hasta el 330 a. C.
La iconografía de las monedas se basa en temas ya presentes en las ediciones anteriores.Las monedas de plata de la Serie II tienen la cabeza de una mujer en el anverso, que representaba a Kore (subgrupos A.i, B, y C.iv) y a Aretusa (subgrupos A.ii, C.i-iii, y D) en las acuñaciones de Siracusa. Por lo general, el reverso tiene un caballo que está parado, con una palmera detrás. La primera edición cuenta con la leyenda QRTHDŠT, seguida posteriormente por M (𐤌) y BTW'L (𐤁𐤕𐤅𐤀𐤋) en el subgrupo A, y por ḤB o BḤ (𐤇𐤁 o 𐤁𐤇) en el subgrupo C. Las monedas de oro del Grupo II de Jenkins-Lewis y grupos posteriores también tienen una cabeza de mujer representando a Kore y un caballo en el reverso, pero no aparece ni la palmera ni la leyenda. Las monedas de bronce llevan la cabeza de un hombre en el anverso y un caballo saltando en el reverso.
El impulso para esta renovación parecen haber sido las intervenciones cartaginesas en Sicilia oriental tras la desaparición del régimen de Dionisio II en Siracusa y más tarde la Sexta Guerra Siciliana contra Timoleón. Se acompañó de una acuñación renovada en otros centros sículo-púnicos, incluyendo a Ziz/Panormus, Ršmlqrt (Selinunte o Lilibea), Terma y posiblemente Solous.

### Fecha y ubicación de las fábricas demoneda
La fecha de las acuñaciones de monedas de plata está indicada por el hecho de que solo las primeras emisiones (subgrupo A.i) aparecen en los tesoros de Nissora y Gibil Gabib (IGCH 2133 y 2132), que fueron depositados en la década del 330 a. C. Esto implica que el primer subgrupo comenzó en algún momento de la década de los años 340 a. C., que se sincroniza bien con la circunstancia histórica de la guerra de Timoleón con los cartagineses entre los años 344 y 341 a. C. El subgrupo D es conocido por ser el último subgrupo de la serie, ya que está vinculado a la primera edición del próximo conjunto de monedas de plata producido por los cartagineses (Serie III.A). Las monedas del subgrupo D aparecen en el tesoro de Mégara Hiblea (IGCH 2135), que se depositó en la década del 320 a. C., lo que indica que la serie debía haber estado llegando a su fin en esa década.
Las monedas de oro del Grupo II de Jenkins-Lewis están fechadas por la comparación estilística con el anverso de las primeras monedas de plata, lo que sugiere una fecha sobre los años 340 a. C., pero que en realidad podría haber comenzado antes. El Grupo III de Jenkins-Lewis está ausente en el tesoro de Avola, depositado alrededor del año 360 a. C., por lo que debe ser de una fecha posterior. El Grupo V de Jenkins-Lewis apareció en el tesoro de Scoglitti (IGCH 2185a), depositado en la década del 290 a. C., por lo que los Grupos III y IV se acuñaron probablemente entre el 350 y el 310 a. C. La fecha del bronce está señalada por los hallazgos arqueológicos en la parte occidental de Sicilia.
La acuñación de plata se identifica generalmente como el producto de una acuñación militar móvil que se ubicaba a menudo en la ciudad de Lilibea (actualmente Marsala). El oro del Grupo II también puede haber sido acuñado allí, o en Cartago. Los Grupos III y posteriores no parecen haber sido acuñados en el mismo lugar que los de plata. Tienen un sistema totalmente diferente de marcas de control (la plata utiliza símbolos, el electro utiliza un sistema de puntos). También son distintas en cuanto a estilo, las de plata tienden a seguir de cerca los modelos de acuñación de Siracusa, mientras que los tipos de electro no son imitaciones de otras acuñaciones. Finalmente, a partir del Grupo IV en adelante (posiblemente en la década del 310 a. C.), los troqueles de electro estaban alineados de forma regular, de modo que los moldes de la parte superior del anverso y del reverso coinciden. Las tetradracmas de plata continuaban teniendo moldes diferentes. Esto indica que se estaban utilizando diferentes técnicas de fabricación para los dos metales. Todos estos factores implican que el electro se manufacturaba en una fábrica de moneda diferente a las de plata. Por lo general, esta fábrica de moneda se identifica con la misma Cartago.
El lugar donde los SNG Cop 94-98 se acuñaron es incierto. Suzanne Frey-Kupper argumentó que la fábrica de moneda se encontraba en Sicilia, ya que la gran mayoría de estas monedas se han encontrado en Sicilia y no hay otro bronce púnico que se pudiera haber acuñado en Sicilia en este período. Paolo Visonà sostiene que fueron acuñadas en Cartago, ya que la denominación más pequeña (SNG Cop.98) solo se ha encontrado en la propia Cartago.

### Iconografía
La identidad de la cabeza femenina que aparece en el anverso de las emisiones de oro y plata ha sido objeto de disputa.La cabeza es una imitación parecida a la del molde del anverso de la fábrica de moneda de Siracusa, que representa a las diosas Kore y Aretusa. Algunos investigadores han argumentado que esto era simplemente un diseño que tenía la moneda y no tenía la intención de significar nada excepto que el dinero era fidedigno.Otros investigadores han argumentado que debe interpretarse como una representación de la diosa Kore. Esta teoría se apoya en el hecho de que Deméter y Kore fueron adoradas en Cartago, donde habían tenido un templo desde el 396 a. C. Además, el cambio significativo hecho a la imagen es la adición de una corona hecha de gavillas de trigo, lo que podría haberse hecho con la intención de dejar claro que la imagen representa a Kore como diosa del grano y la cosecha. Donald Harden argumentó que la cabeza debe interpretarse como la diosa cartaginesa Tanit, «con apariencia de la Perséfone siciliana [es decir,Kore]». Kenneth Jenkins sugiere que esto podría estar relacionado con la interpretación del caballo en el reverso como un símbolo de Baal Hammon, ya que uno de los principales apodos de Tanit en Cartago era Pene Ba' al (cara de Ba' al), pero admite que la evidencia de que los cartagineses identificaron Tanit con Kore es «escasa».
Jenkins interpreta el disco radiado que acompaña al caballo en el reverso de una de las emisiones de plata (dentro del subgrupo B) como un apoyo a la identificación del caballo con Baal Hammon.

### Tipo de cambio
Se pretendía que las monedas de oro y plata funcionasen juntas como un solo sistema, pero no se conoce con seguridad el tipo de cambio entre ellas. Jenkins y Lewis propusieron que en la época del Grupo II había una proporción de plata y oro de 15:1, en cuyo caso un siclo de oro en este período habría sido equivalente a 25 dracmas de plata. En esta proporción no habría sido fácil cambiar una de las monedas de oro por su equivalente en plata.
Para el posterior Grupo III, el peso de la denominación principal de oro aumentó de 7,6 g a 9,4 g, pero se adulteró con plata (5 %). Jenkins y Lewis proponen que la proporción de plata a electro fue de 11¼ a 1 y luego cayó a 11:1. Así, un siclo de electro habría tenido un valor inicial de 25 dracmas y posteriormente de 24 dracmas. Según este argumento, las denominaciones más pequeñas pertenecen a dos etapas diferentes. Las unidades de 1/5 y 1/10 pertenecen al período anterior y tenían un valor de 5 y 2,5 dracmas de plata respectivamente, mientras que la de 1/2 y la de 1/4 habrían pertenecido al período posterior y habrían tenido un valor de 12 y 6 dracmas respectivamente.

## Finales delsigloIV(320-305 a.C.)
La siguiente serie fue una continuación directa de la emisión anterior. Consistía en dos conjuntos de tetradracmas de plata. Uno de ellos, la Serie III, consistió en cuatro subgrupos (A-D), que fueron acuñados de forma continua en grandes cantidades. La otra emisión (Serie IV) fue acuñada ocasionalmente, en pequeñas cantidades, junto a la Serie III. Una nueva emisión de electro, del Grupo IV de Jenkins-Lewis, se acuñó probablemente en la década del 310 a. C. y contenía cuatro subgrupos (A-D).Se volvió a realizar el siclo normal de 7,2 g, con dos denominaciones más pequeñas (de 1/5 y 1/10), pero tenía una cantidad en oro mucho menor que el grupo anterior (72 % de oro y 28 % de plata). La edición de bronce, SNG Cop.102-105, comenzó en algún momento entre el 330 y el 310 a. C.
La iconografía de las principales emisiones de plata y electro continúa básicamente la de las anteriores. El Grupo IV sigue representando una cabeza femenina en el anverso y un caballo erguido en el reverso, justo como en el Grupo III. La emisión principal de plata de la Serie III tiene una cabeza femenina en el anverso que representa a Aretusa en monedas de Siracusa y un caballo erguido delante de una palma, al igual que la mayoría de las monedas de plata de la Serie II. En el subgrupo A, se puede leer en la leyenda del reverso ʿM MHNT (𐤏𐤌𐤌𐤇𐤍𐤕, «gente del campamento»). En los subgrupos posteriores, se abrevia a MM (𐤌𐤌, III.B), ʿ (𐤏, III.C), M (𐤌, III.D). La serie IV tiene una iconografía totalmente nueva. El anverso muestra una cabeza, probablemente de una mujer, con un gorro frigio, mientras que el reverso representa un león acechante delante de una palma. Las monedas de bronce, SNG Cop.102-105, tienen una palma en el anverso y la cabeza de un caballo en el reverso.

### Fecha y ubicación de la fábrica de moneda
La continuidad con las ediciones anteriores significa que la ubicación de las fábricas de moneda de las emisiones de electro y plata estaban localizadas casi con seguridad en la misma localización que en el periodo anterior. La leyenda sobre la moneda de plata apoya la idea de que fue acuñada en una fábrica militar móvil. 
El comienzo de la Serie III de las monedas de plata se infiere a partir de la fecha final de la Serie II en los años 320 a. C. Se supone que la nueva serie se inició para financiar las intervenciones en Sicilia oriental al comienzo del reinado de Agatocles en Siracusa. La serie III había terminado en el momento en que se depositó el tesoro Pachino 1957 (IGCH 2151) en la década del 290 a. C. La acuñación de la Serie IV está fechada por su aparición en el mismo tesoro, así como por sus vínculos estilísticos con la Serie II.D y la serie III.A, alrededor del 320 a. C.
El acuñado de monedas de bronce, SNG Cop.102-105, incluye monedas sobreacuñadas en el SNG Cop 94-98, lo que indica que se continuó esa emisión.Al igual que el SNG Cop 94-98, viene con dos tipos distintos de flan: un flan redondo abultado (SNG Cop 103-105) y un flan plano y fundido con bordes biselados (SNG Cop 102). El análisis del metal muestra que se utiliza la misma aleación para ambas emisiones y para ambos tipos de flan. Esta es una prueba contundente de que el SNG Cop 102-105 fue acuñado en la misma fábrica de moneda que el SNG Cop 94-98. El SNG Cop 102-105 fue sobreacuñado en Siracusa por la acuñación de monedas de bronce de Hicetas (289-287 a. C.), indicando que el SNG Cop 102-105 permaneció en circulación durante los años 290 a. C.

### Iconografía
El problema iconográfico clave es la identificación de la cabeza en las monedas de plata de la Serie IV. Una sugerencia es que representa a Dido, la fundadora semimítica de Cartago. Esto encajaría en un patrón común en las acuñaciones griegas de Sicilia y el sur de Italia, que a menudo representaban a la fundadora de la comunidad. Otra sugerencia es que la figura sea una personificación de Libia. Esta teoría fue rechazada por Jenkins, ya que la consideraba «poco consistente con el nacionalismo cartaginés». El propio Jenkins encontró paralelismos cercanos en figuras de terracota de Artemisa, que la muestran junto a un león o una palma. Jenkins propone que la evidencia onomástica muestra que Artemisa fue identificada con Tanit y que por lo tanto es la Serie IV la que representa a la diosa Tanit.
Una gran cantidad de monedas de bronce y plata y emisiones más pequeñas en oro y electro fueron puestas en circulación en Sicilia por administradores descritos como MHSBM.

## Primera guerra púnica (264-241 a.C.)

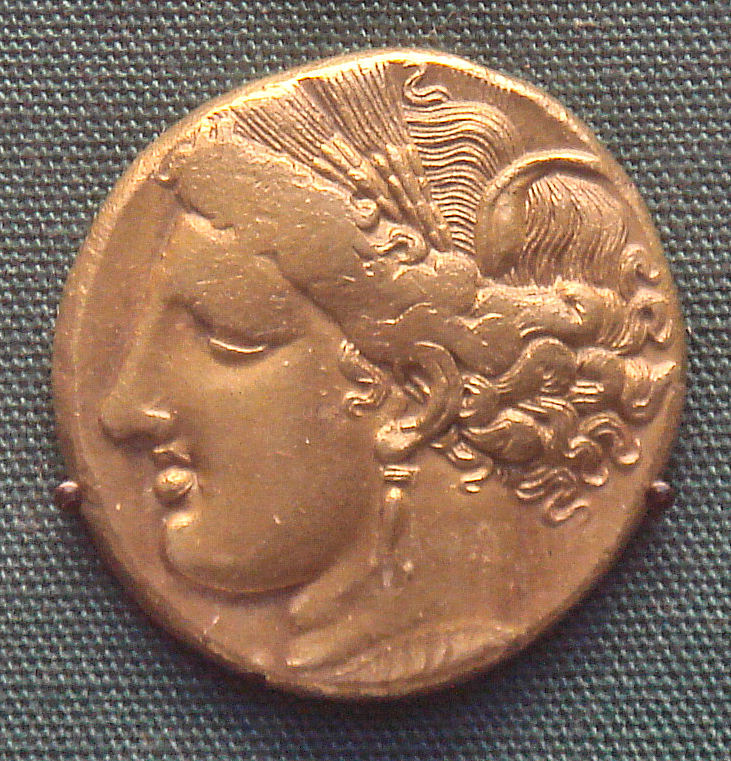
Una moneda cartaginesa antigua en la que aparece la cabeza envuelta de Tanit.

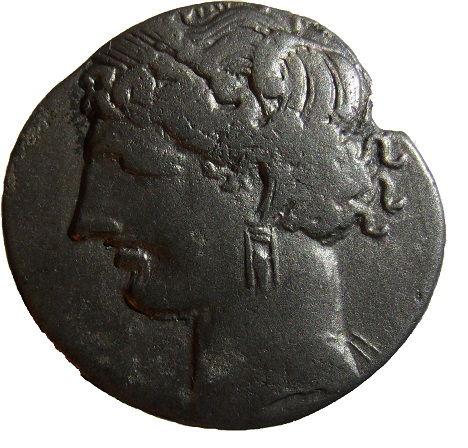
Una moneda cartaginesa de vellón del 210 a. C. en la que aparece la cabeza envuelta de Tanit.

Las emisiones sículo-cartaginesas de la primera guerra púnica incluyen una serie en la que aparece Melqart («Hércules») en el anverso y una cabeza de caballo en el reverso. La moneda cartaginesa incluía con mayor frecuencia una cabeza femenina identificada como la diosa Tanit. Una emisión de monedas de bronce en dos denominaciones, con Tanit, la diosa del sol en el anverso y con un caballo galopando en el reverso, fue acuñada en Kerkouane, en la península del Cabo Bon, durante la resistencia a la invasión de Régulo en el transcurso de la primera guerra púnica. Sin embargo, se acuñó una gran cantidad de monedas muy degradadas al final de la primera guerra púnica para pagar a los mercenarios rebeldes del imperio.

## Período de entreguerras (241-218 a.C.)
Entre la primera y la segunda guerra púnica, Cartago solo emitió monedas de bronce en el norte de África, aunque los Bárcidas emitieron monedas de oro y plata en España con la cabeza de Melqart en el anverso y con un caballo y una palmera en el reverso. Se produjeron monedas de oro con un peso de 7,50 g, lo que refleja un valor de 12 siclos de plata cada una con un tipo de cambio en lingote de 1:11⅓.

## Segunda guerra púnica (218-201 a.C.)
La expansión española y el saqueo romano permitieron emisiones en metales preciosos durante la segunda guerra púnica, incluyendo dos grandes emisiones de plata para su uso en Sicilia. Un conjunto de monedas de medio siclo tenía un anverso de cabeza masculina con una diadema y un reverso con un elefante; otro tenía una cabeza masculina con una corona de grano en el anverso y un caballo al galope en el reverso. Al final de la guerra, se usaba de nuevo el bronce y, después de la guerra, se usaba plata degradada.  El siclo también disminuyó en las áreas pertenecientes a los Bárcidas de 7,2 a alrededor de 7,0 g durante el transcurso de la guerra. Las monedas de bronce tuvieron una variación similar en peso entre los 8 y 10 g debido a los tipos de cambio variables entre estas y las monedas de plata.

## Periodo final (200-146 a.C.)
Las últimas emisiones antes de la tercera guerra púnica atestiguan la revitalización de la ciudad, ya que son de nuevo de plata pura con un borde serrado.

## Acuñaciones númidas
Las monedas númidas también circulaban, pero eran completamente de bronce.

## Historia de la investigación

### Colecciones
Una colección de monedas recuperadas se mantiene en el Museo de la Moneda de Túnez (en francés: Musée de la Monnaie en Tunisie) en el Banco Central en Túnez.

### Teorías especulativas
Recientemente, se ha propuesto que el centavo alemán, penning, Pfennig, etc. puede derivarse de un primer préstamo del púnico PN (Pane o Pene, «Cara»), ya que el rostro de la diosa de la fertilidad cartaginesa Tanit fue representado en casi todas las monedas cartaginesas. Sin embargo, esta teoría sigue siendo objeto de disputa. Del mismo modo, el supuesto descubrimiento de un depósito de monedas cartaginesas en Corvo en 1749 es el fundamento para suponer que los cartagineses llegaron a las Azores, pero esta teoría sigue siendo controvertida.

### Citas
1. ↑  Crawford, 1985, p. 103 & 133.
2. ↑  Vennemann, 2013b, p. 487.
3. ↑  Crawford, 1985, p. 137.
4. 1 2 3 4 5  Crawford, 1985, p. 87.
5. ↑  Crawford, 1985, p. 135.
6. 1 2  Crawford, 1985, p. 106.
7. ↑  Jenkins, 1971, p. 27-30.
8. ↑  Bronson, 1976, p. 8.
9. ↑  Jenkins, 1974.
10. 1 2  Jenkins y Lewis, 1963, p. 11-12.
11. 1 2 3  Jenkins, 1974, p. 24-26.
12. 1 2  Jenkins, 1974, p. 26.
13. ↑  Jenkins y Lewis, 1963, p. 16-17.
14. 1 2 3 4 5  Jenkins, 1974, p. 27-29.
15. ↑  Ferron (1966). «Le caracttere solaire du dieu Carthage». Africa 1: 41.
16. ↑  Epitome of Pompeius Trogus 18.5
17. ↑  Robinson, E. S. G. (1963). «Carthaginian gold and electrum coins. (Special Publications No. 2) by G. K. Jenkins, R. B. Lewis». Numismatic Chronicle: 285-292.
18. ↑  Jenkins, 1977, p. 5-7.
19. ↑  Jenkins, 1977, p. 5.
20. 1 2 3 4 5  Jenkins y Lewis, 1963, p. 18-19.
21. 1 2  Jenkins y Lewis, 1963, p. 26-29.
22. 1 2 3 4 5  Jenkins, 1977.
23. 1 2 3  Frey-Kupper, 2013, p. 115-122.
24. ↑  Jenkins, 1977, p. 12-13.
25. 1 2  Jenkins y Lewis, 1963, p. 20-25.
26. 1 2  Jenkins, 1977, pp. 8-11.
27. ↑  Visonà, 2006.
28. ↑  Acquaro, 1971, p. 25.
29. ↑  Harden, Doland (1971). The Phoenicians. p. 158 & 81.
30. ↑  Jenkins, 1977, p. 7-8.
31. ↑  Jenkins, 1977, p. 13.
32. ↑  Jenkins y Lewis, 1968, p. 20-29.
33. 1 2 3  Frey-Kupper, 2013, p. 126-129.
34. ↑  Jenkins y Lewis, 1968, p. 29-31.
35. ↑  e.g. Higgins BMC terracottas #731, 1212, and 1362; Archaeologica Classica 9 (1957), pl. XXIV.2
36. ↑  Crawford, 1985, p. 104–5.
37. ↑  Vennemann, 2013a.
38. ↑  Crawford, 1985, p. 133.
39. 1 2 3 4  Crawford, 1985, p. 136.
40. ↑  Crawford, 1985, p. 88.
41. ↑  Crawford, 1985, p. 109.
42. ↑  Crawford, 1985, p. 108.
43. 1 2  Crawford, 1985, p. 138.
44. ↑  Crawford, 1985, p. 139.
45. ↑  Crawford, 1985, p. 140.
46. ↑  «Museum», The Central Bank of Tunisia, consultado el 9 de febrero de 2016.
47. ↑  Vennemann, 2013a, p. 467.
48. ↑  Bikai, Pierre M. et al. (January 1990), «Timelines: A Phoenician Fable», Archaeology.